# Historisk tidsskrift (Norge)
Historisk tidsskrift är Norges äldsta vetenskapliga tidskrift, som sedan 1870 getts ut av Den norsk historiske forening (HIFO) tillsammans med Universitetsforlaget.